# Стовпове (Джанкойський район)
Стовпове́ (до 1945 року — Мечетлі-Китай, крим. Meçetli Qıtay) — село Джанкойського району Автономної Республіки Крим. Підпорядковане Єрмаківській сільській раді. Населення становить 246 осіб.

## Географія
Столбовое — село на півночі району, в степовому Криму, на західній стороні шосе М18 Москва — Сімферополь, висота над рівнем моря — 8 м . Найближчі села: Копані — за 1,7 кілометра на північ, Єрмакове за 2,4 кілометра на північний схід по шосе і Придорожнє — за 2,7 км на південь, також по трасі. Відстань до райцентру — близько 12 кілометрів, найближча залізнична станція — Солоне Озеро — близько 8,5 км.

## Історія
Перша документальна згадка села зустрічається в Камеральному Описі Криму ... 1784 року, судячи з якого, в останній період Кримського ханства Мечитлер Китай входив в Діп Чонгарській кадилик Карасубазарського каймакам ства . Після приєднання Криму до Російської імперії (8) 19 квітня 1783 , (8) 19 лютого 1784, на території колишнього Кримського Ханства була утворена Таврійська область і село приписали до Перекопського повіту . Після Павловських реформ, з 1796 по 1802 рік, входило в Перекопський повіт Новоросійської губернії . За новим адміністративним поділом, після створення 8 (20) жовтня 1802 року Таврійської губернії , Мечетлі-Китай був включений до складу Біюк-Тузакчинської волості Перекопського повіту.
За Відомостями про всі селищх в Перекопському повіті ... від 21 жовтня 1805 року, в селі Китай числилося 27 дворів, 158 кримських татар, 2 ясири та 18 циган .
На військово-топографічної карті 1817 року село Китай позначене з 30 дворами . Після реформи волосного поділу 1829 року Мечетлі-Китай, згідно з «Відомостями про казенні волості Таврійської губернії 1829 року», залишилося у складі Тузакчинської волості . На карті 1842 року Мечетлі-Китай позначений з 38 дворами .
У 1860-х роках, після земської реформи Олександра II, село приписали до Байгончецької волості того ж повіту.
У «Списку населених місць Таврійської губернії за відомостями 1864 року», складеному за результатами VIII ревізії 1864 рокуроку, Мечетлі-Китай — власницьке татарське село з 10 дворами і 21 жителем при колодязях. На триверстовій мапі 1865-1876 року в селі Мечетлі-Китай відзначено 38 дворів . Згідно з «Пам'ятною книжкою Таврійської губернії за 1867 рік», село стояло покинутим, зважаючи на еміграцію кримських татар, особливо масової після Кримської війни 1853-1856 років, в Туреччину . У «Пам'ятній книзі Таврійської губернії 1889 року» за результатами Х ревізії 1887 року записаний Мечетлі-Китай, з 32 дворами і 182 жителями.
Після земської реформи 1890 року Мечетлі-Китай віднесли до Богемської волості.
У  «... Пам'ятній книжці Таврійської губернії за 1892 рік» у відомостях про Богемську волость ніяких даних про село, крім назви, не наведено  (так записувалися безземельні селища, які не входили з цієї причини в сільську громаду), а по  «... Пам'ятній книжці Таврійської губернії за 1900 рік » в селищі Мечетлі-Китай числилося 166 жителів у 35 дворах . У Статистичному довіднику Таврійської губернії 1915 року  в Богемській волості Перекопського повіту значиться село Мечетлі-Китай .
Після встановлення в Криму Радянської влади, за постановою Кримревкома від 8 січня 1921 № 206 «Про зміну адміністративних кордонів» була скасована волосна система і в складі Джанкойського повіту був створений Джанкойський район . У 1922 році повіти перетворили в округу . 11 жовтня 1923 року, згідно з постановою ВЦВК, до адміністративного поділу Кримської АРСР були внесені зміни, в результаті яких округи були ліквідовані, основний адміністративною одиницею став Джанкойський район і село включили до його складу. Згідно зі Списком населених пунктів Кримської АРСР за Всесоюзним переписом від 17 грудня 1926 року, Мечетлі-Китай входило до складу Таганашської сільради Джанкойського району .
У 1944 році, після визволення Криму від німців, згідно з Постановою ДКО № 5859 від 11 травня 1944 року, 18 травня кримські татари були депортовані в Середню Азію . 12 серпня 1944 року прийнято постанову № ГОКО-6372с «Про переселення колгоспників у райони Криму»  і у вересні 1944 року в район приїхали перші новосели (27 сімей) з Кам'янець-Подільської та Київської областей, а на початку 1950-х років пішла друга хвиля переселенців з різних областей України . Указом Президії Верховної Ради РРФСР від 18 травня 1948 року, Мечетлі-Китай перейменували в Стовпове . Час передачі села до складу Медведівської ради поки не встановлено (на 1968 рік — у її складі ). З 1 квітня 1977 року у складі Єрмаківської сільради .